# Phare de Ponta dos Capelinhos
Le phare de Ponta dos Capelinhos est un ancien phare situé sur Ponta dos Capelinhos, dans la freguesia de Capelo de la municipalité d'Horta, sur l'île de Faial (archipel des Açores - Portugal). Il a été désactivé en 1957, après l'éruption volcanique du Capelinhos. Il est remplacé par le phare de Vale Formoso construit à 2,5 km plus loin.

## Histoire
À la fin du XIXe siècle, le Service des phares décide reprendre une idée de 1883, la construction d'un phare sur Ponta dos Capelinhos. Les travaux ont commencé en avril 1894 et, en 1901, il a reçu la visite du roi Charles Ier et la reine Amélie d'Orléans.
Le phare a été mis en service le 1er août 1903. Alimenté par des lampes à pétrole, il émettait un groupe de quatre éclairs alternativement blanc et rouge et possédait une corne de brume.
En septembre 1957, en raison de l'éruption volcanique du Capelinhos, le phare a été désactivé. L'équipement optique et d'autres éléments, tels que les groupes électrogènes qui avaient été installés récemment pour alimenter le phare, ont été retirés.
La structure actuelle de l'édifice comprend un corps de bâtiment de deux étages de quatre logements (dont le 1er étage est encore enterré) et d'une tour centrale octogonale, avec galerie et lanterne.
En 2005, le gouvernement régional a annoncé des plans pour la réhabilitation structurelle du phare et l'installation d'une lanterne visitable grâce à un escalier métallique intérieur, avec un musée annexe. La lanterne a été rétablie au début de 2006 et, le 17 août 2008, a été inauguré le Centre d'interprétation du volcan de Capelinhos (pt) à côté du phare. La zone du volcan et de son éruption est maintenant classée d'un grand intérêt géologique et biologique et intégrée au Réseau Natura 2000.
Identifiant : ARLHS : AZO025.

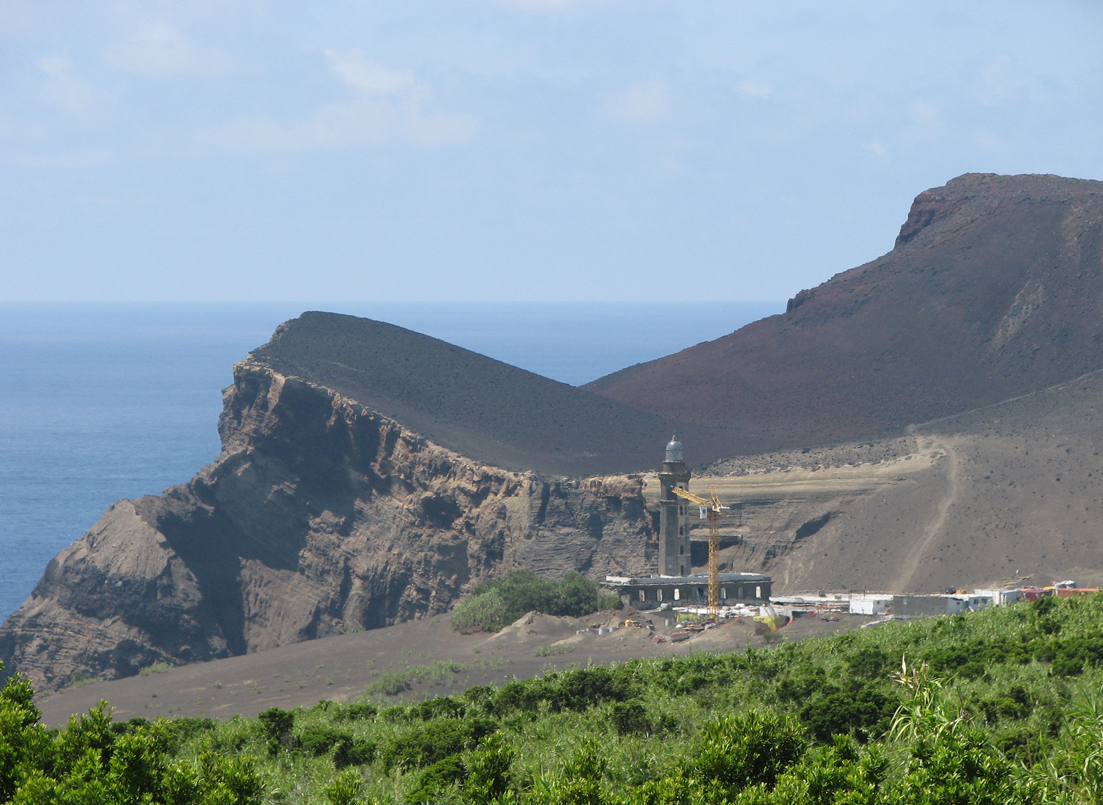
Ponta dos Capelinhos.
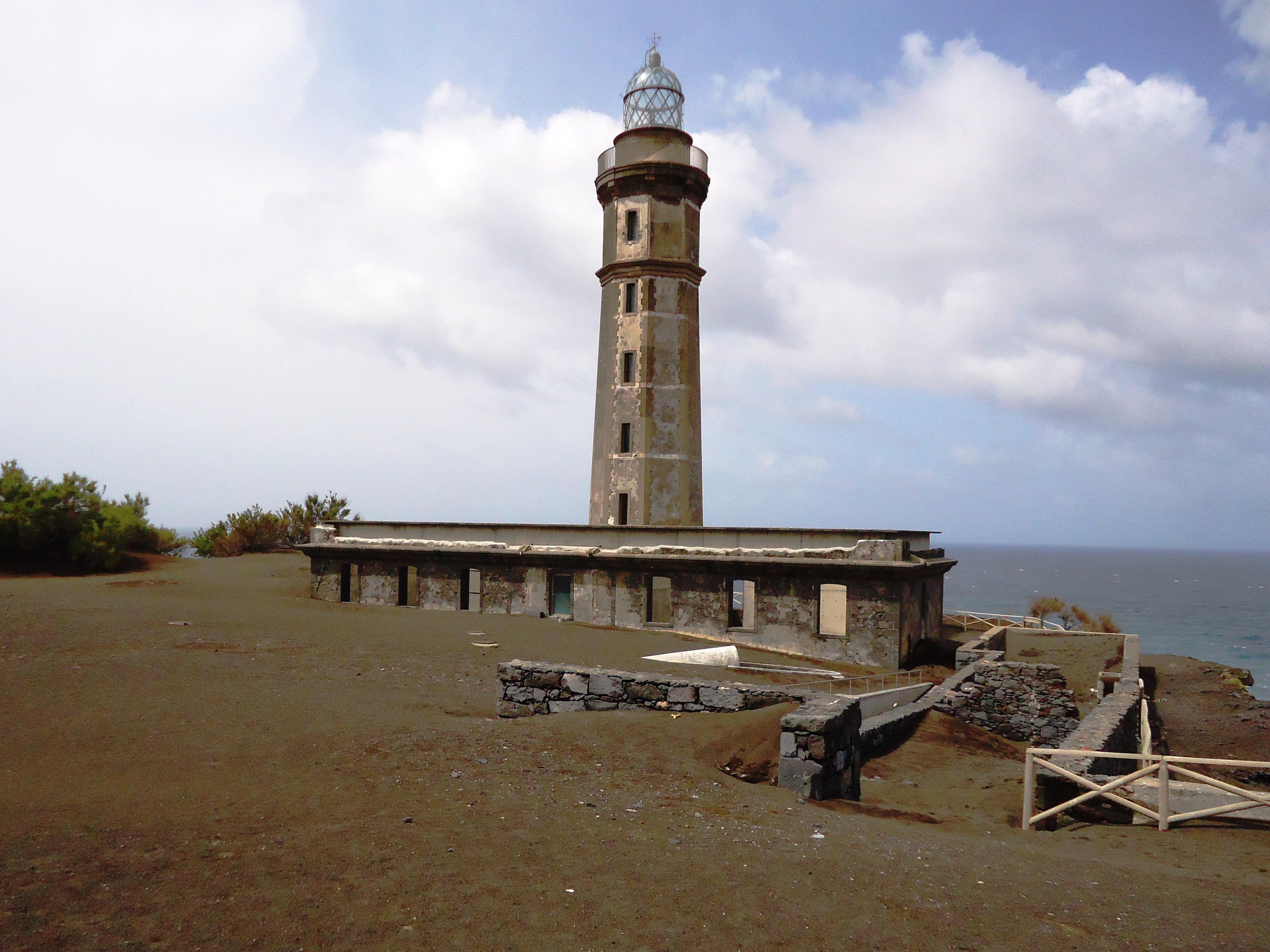
Le phare (2008).
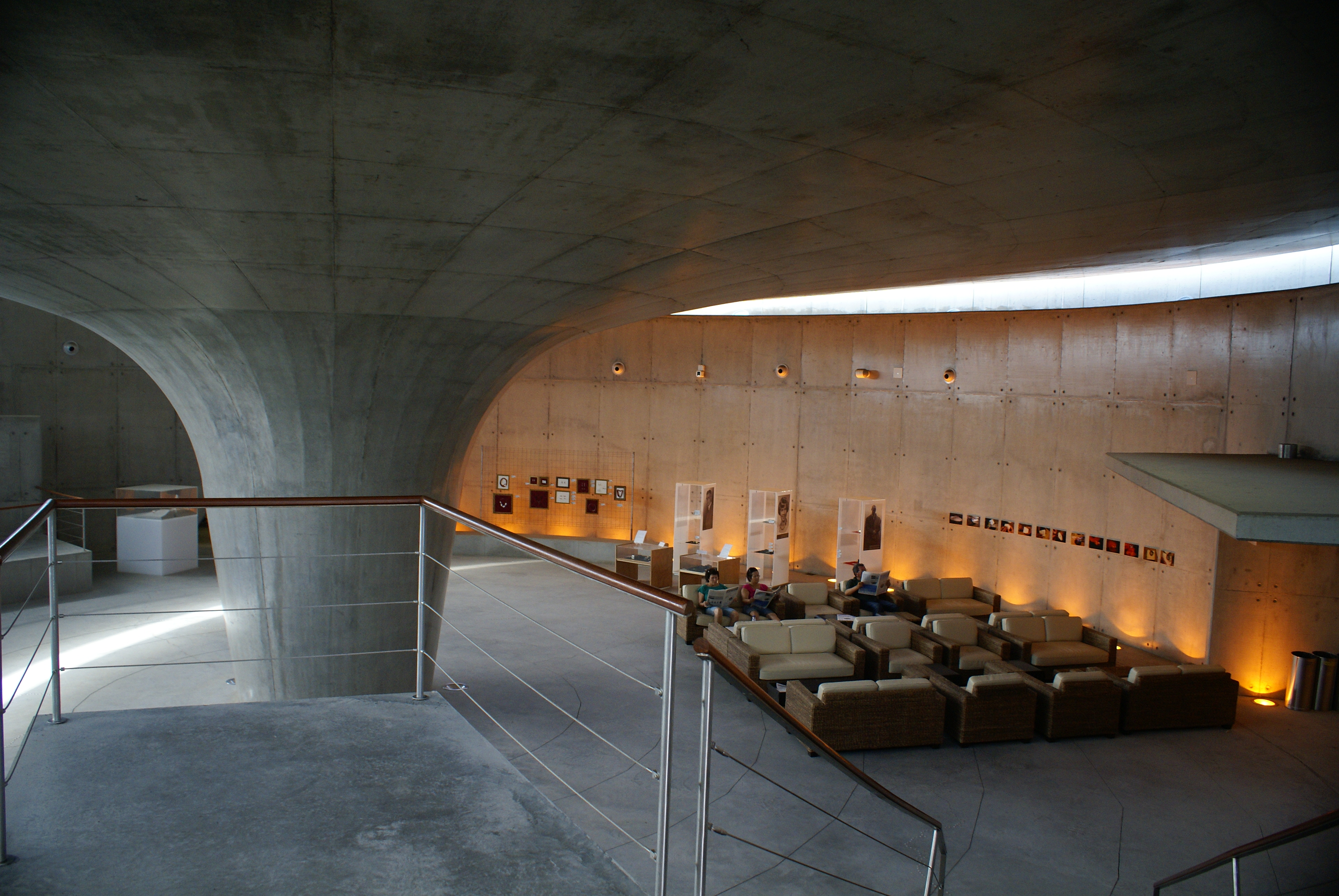
Centre d'interprétation du volcan.